# Lajos Balázsovits

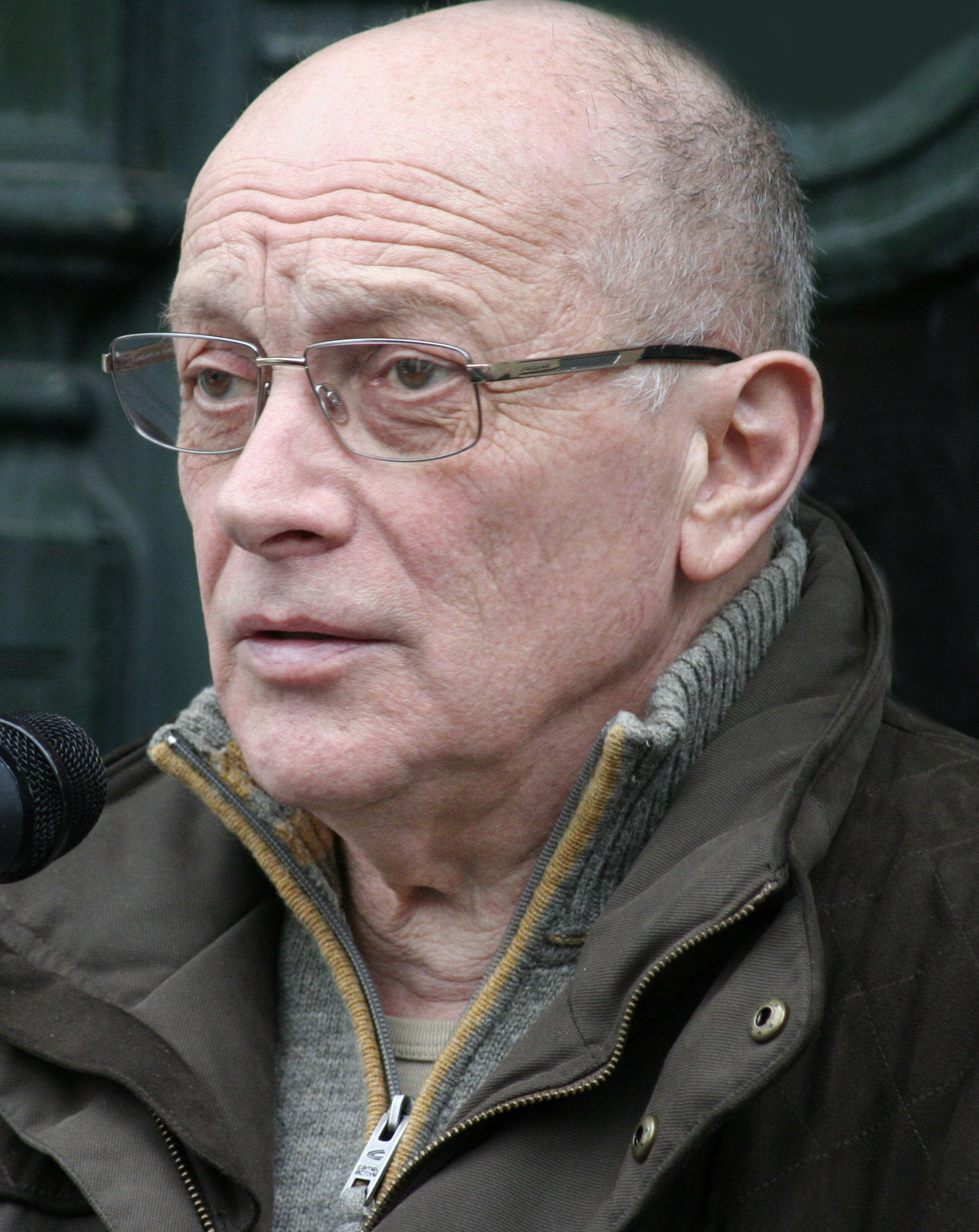
Lajos Balázsovits (2016)

Lajos Balázsovits (* 4. Dezember 1946 in Nagykanizsa; † 19. Juli 2023 in Budapest) war ein ungarischer Schauspieler.

## Leben
Balázsovits studierte von 1965 bis 1969 an der Budapester Theater- und Filmhochschule. Bereits 1968 drehte er mit Isten és ember előtt (übersetzt: Vor Gott und den Menschen) unter der Regie von Károly Makk seinen ersten Spielfilm. Mehrfach arbeitete Balázsovits in den folgenden Jahren unter der Regie von Miklós Jancsó, so in Schimmernde Winde (1968), Roter Psalm (1972), Meine Liebe – Elektra (1974) und dem freizügigen Film Die große Orgie (1974). Daneben war er auch in Kinder- und Jugendfilmen, wie Brüderchen Nr. 2 kommt an (1971), zu sehen.
Balázsovits gehörte ab 1969 zum Ensemble des Madách-Theaters in Budapest und spielte von 1974 bis 1979 am Budapester Lustspieltheater. Ab 1979 gehörte Balázsovits fest zum Ensemble des ungarischen Filmstudios Mafilm. Balázsovits konzentrierte sich ab den 1990er-Jahren zunehmend auf das Theater und arbeitete nur noch gelegentlich beim Film.
Balázsovits war mit der Schauspielerin Éva Almási verheiratet. Die gemeinsame Tochter Edit Balázsovits ist ebenfalls Schauspielerin.

## Filmografie (Auswahl)
- 1968: Der geworfene Stein (Feldobott kő)
- 1968: Schimmernde Winde (Fényes szelek)
- 1969: Gewitterwolken (Holdudvar)
- 1970: Patrouille am Himmel (Őrjárat az égen) (TV)
- 1970: Schöne Mädchen, weinet nicht! (Szép lányok, ne sirjatok)
- 1971: Agnus dei (Égi bárány)
- 1972: Brüderchen Nr. 2 kommt an (Hahó, a tenger)
- 1972: Roter Psalm (Még kér a nép)
- 1974: Was ist im Ei? (Ki van a tojásban?)
- 1974: Zurück ins Leben (Jelbeszéd)
- 1975: Meine Liebe – Elektra (Szerlerem, Elektra)
- 1975: Die Wartenden (Várakozók)
- 1975: Sein Auftrag hieß: Mord (Kopjások)
- 1976: Die große Orgie (Vizi privati pubbliche virtù)
- 1979: Ungarische Rhapsodie (Magyar rapszódia)
- 1979: Allegro Barbaro (Allegro Barbaro)
- 1979: Zimmer ohne Ausgang (Bizalom)
- 1979: Tot oder lebendig (Élve vagy halva)
- 1983: Ehe mit freien Tagen (Házasság szabadnappal)
- 1999: Maria – Die heilige Mutter Gottes (Mary, Mother of Jesus) (TV)
- 2000: Der Prinz und der Bettelknabe (The Prince and the Pauper) (TV)